# Desireless
Claudie Fritsch-Mentrop (Paris, 25 de dezembro de 1952), mais conhecida pelo nome artístico Desireless, é uma cantora francesa de origem checa. Entre 1986 e 1988, sua mais famosa canção "Voyage Voyage" ficou no topo das paradas em praticamente todo o mundo, sendo um dos ícones dos anos oitenta.

## Discografia
Álbuns
- François (1989)
- I love you (1994)
- Ses plus grands succès (2003)
- Un brin de paille (2004)
- More love and good vibrations (2007)
- L'experience humaine (EP) (2011)

### Singles
- 1984: Cherchez l’amour fou (Air 89)
- 1986: Qui peut savoir (Air)
- 1987: Voyage, voyage
- 1988: John
- 1989: Qui sommes nous
- 1990: Elle est comme les étoiles
- 1994: Il dort
- 1994: I Love You
- 2004: Nul ne sait
- 2004: La vie est belle
- 2006: Free Your Love (Duo mit DJ Esteban)
- 2009: Tes voyages me voyagent (Duo mit Alec Mansion)
- 2010: Voyage, voyage (Remix 2010 mit DJ Esteban)
- 2011: L’expérience humaine
- 2012: Nul ne sait
- 2013: Sertão
- 2013: John
- 2014: L’or du Rhin
- 2014: Un seul peuple
- 2014: Pas de sexes
- 2015: Another Brick in the Wall Part II